# Turn- und Sportverein München von 1860 1993-1994
Turn- und Sportverein München von 1860
Questa voce raccoglie le informazioni riguardanti il Turn- und Sportverein München von 1860 nelle competizioni ufficiali della stagione 1993-1994.

## Stagione
Nella stagione 1993-1994 il Monaco 1860, allenato da Werner Lorant, concluse il campionato di 2. Bundesliga al 3º posto.

## Rosa
| N. |                     | Ruolo | Calciatore      |
| -- | ------------------- | ----- | --------------- |
|    | Germania (bandiera) | P     | Rainer Berg     |
|    | Germania (bandiera) | P     | Andreas Heid    |
|    | Germania (bandiera) | P     | Markus Lach     |
|    | Germania (bandiera) | P     | Bernd Meier     |
|    | Germania (bandiera) | D     | Lutz Braun      |
|    | Germania (bandiera) | D     | Jens Keller     |
|    | Germania (bandiera) | D     | Jochen Kientz   |
|    | Germania (bandiera) | D     | Reiner Maurer   |
|    | Germania (bandiera) | D     | Thomas Miller   |
|    | Germania (bandiera) | D     | Jürgen Schnell  |
|    | Germania (bandiera) | D     | Ralf Strogies   |
|    | Germania (bandiera) | D     | Bernhard Trares |
|    | Germania (bandiera) | C     | Albert Gröber   |
|    | Germania (bandiera) | C     | Andreas Hartig  |

| N. |                      | Ruolo | Calciatore            |
| -- | -------------------- | ----- | --------------------- |
|    | Germania (bandiera)  | C     | Matthias Imhof        |
|    | Germania (bandiera)  | C     | Roland Kneißl         |
|    | Germania (bandiera)  | C     | Runald Ossen          |
|    | Argentina (bandiera) | C     | Ludovico Carrasco     |
|    | Germania (bandiera)  | C     | Niels Schlotterbeck   |
|    | Germania (bandiera)  | C     | Thomas Seeliger       |
|    | Germania (bandiera)  | C     | Armin Störzenhofecker |
|    | Germania (bandiera)  | C     | Peter Zeiler          |
|    | Germania (bandiera)  | C     | Thomas Ziemer         |
|    | Germania (bandiera)  | A     | Guido Erhard          |
|    | Svezia (bandiera)    | A     | Mats Lilienberg       |
|    | Austria (bandiera)   | A     | Peter Pacult          |
|    | Germania (bandiera)  | A     | Bernhard Winkler      |

## Organigramma societario
Area tecnica
- Allenatore: Werner Lorant
- Allenatore in seconda:
- Preparatore dei portieri: Ludwig Trifellner
- Preparatori atletici:

## Calciomercato

### Sessione estiva
| Acquisti | Acquisti         | Acquisti          | Acquisti |
| R.       | Nome             | da                | Modalità |
| -------- | ---------------- | ----------------- | -------- |
| D        | Lutz Braun       | Unterhaching      |          |
| C        | Andreas Hartig   | Greuther Fürth    |          |
| C        | Matthias Imhof   | Kickers Stoccarda |          |
| P        | Bernd Meier      | TSV Aindling      |          |
| A        | Peter Pacult     | Blau-Weiß Linz    |          |
| A        | Bernhard Winkler | Fortuna Colonia   |          |

| Cessioni | Cessioni          | Cessioni        | Cessioni |
| R.       | Nome              | a               | Modalità |
| -------- | ----------------- | --------------- | -------- |
| C        | Thomas Motzke     | Augusta         |          |
| C        | Ludovico Carrasco | Uerdingen 05    |          |
| A        | Horst Schmidbauer | Türk SV München |          |

### Sessione invernale
| Acquisti | Acquisti        | Acquisti              | Acquisti |
| R.       | Nome            | da                    | Modalità |
| -------- | --------------- | --------------------- | -------- |
| D        | Jochen Kientz   | Eintracht Francoforte |          |
| A        | Mats Lilienberg | Trelleborg            |          |
| C        | Thomas Seeliger | Friburgo              |          |

| Cessioni | Cessioni | Cessioni | Cessioni |
| R.       | Nome     | a        | Modalità |
| -------- | -------- | -------- | -------- |

## Risultati

### 2. Bundesliga

#### Girone di andata
| Arbitro: | Führer |

|                               |           |  |
| Bodden 23’, 63’, 76’ Dowe 47’ | Marcatori |  |

| Arbitro: | Merk |

|            |           |  |
| Pacult 35’ | Marcatori |  |

| Arbitro: | Hauer |

|  |           |                        |
|  | Marcatori | 23’ Pacult 44’ Winkler |

| Arbitro: | Leimert |

|                        |           |             |
| Pacult 45’ Winkler 73’ | Marcatori | 26’ Rusayev |

| Arbitro: | Kuhne |

|           |           |            |
| Hayer 54’ | Marcatori | 73’ Trares |

| Arbitro: | Fischer |

|                 |           |                                  |
| Pacult 20’, 78’ | Marcatori | 49’ Breitenreiter 90’ Schjønberg |

| Arbitro: | Brandt-Chollé |

|  |           |                       |
|  | Marcatori | 25’ Miller 73’ Pacult |

| Arbitro: | Malbranc |

|                        |           |  |
| Pacult 25’ Winkler 78’ | Marcatori |  |

| Arbitro: | Heynemann |

|                                                 |           |             |
| Störzenhofecker 27’ Winkler 59’, 72’ Pacult 84’ | Marcatori | 69’ Wegmann |

| Arbitro: | Haupt |

|                                          |           |                      |
| Klein 9’, 68’, 82’ Hartwig 16’ Broos 86’ | Marcatori | 2’ Erhard 58’ Pacult |

| Arbitro: | Fleske |

|             |           |  |
| Winkler 16’ | Marcatori |  |

| Arbitro: | Wippermann |

|            |           |  |
| Laeßig 42’ | Marcatori |  |

| Arbitro: | Fröhlich |

|                  |           |                 |
| Winkler 17’, 51’ | Marcatori | 26’ Radschuweit |

| Arbitro: | Kasper |

|  |           |           |
|  | Marcatori | 86’ Imhof |

| Arbitro: | Weise |

|                                    |           |            |
| Schlotterbeck 15’, 90’ Winkler 58’ | Marcatori | 17’ Larsen |

| Wolfsburg 13 novembre 1993, ore 14:15 CET 16ª giornata | Wolfsburg | 0 – 0 referto | Monaco 1860 | VfL-Stadion am Elsterweg (9 450 spett.)\| Arbitro: \| Jansen \| |
| Arbitro:                                               | Jansen    |               |             |                                                                 |

| Arbitro: | Prengel |

|            |           |  |
| Pacult 29’ | Marcatori |  |

| Arbitro: | Habermann |

|              |           |            |
| Zweigler 21’ | Marcatori | 82’ Erhard |

| Arbitro: | Schäfer |

|            |           |                          |
| Pacult 18’ | Marcatori | 15’ Rauffmann 89’ Helmer |

#### Girone di ritorno
| Arbitro: | Hauer |

|                   |           |                        |
| Schlotterbeck 89’ | Marcatori | 69’ Küntzel 85’ Bodden |

| Arbitro: | Kemmling |

|             |           |                                                         |
| Dondera 30’ | Marcatori | 18’ Pacult 31’ Störzenhofecker 49’ Seeliger 84’ Winkler |

| Arbitro: | Werthmann |

|                     |           |                                   |
| Minkwitz 45’ (aut.) | Marcatori | 2’ Hofacker 16’ Vollmer 75’ Bobic |

| Arbitro: | Domurat |

|             |           |  |
| Rusayev 76’ | Marcatori |  |

| Arbitro: | Hotop |

|  |           |                     |
|  | Marcatori | 3’ Lopes 68’ Wagner |

| Arbitro: | Fandel |

|                |           |                                                 |
| Schjønberg 50’ | Marcatori | 7’ Schlotterbeck 22’ Pacult 85’, 90’ Lilienberg |

| Arbitro: | Aust |

|                      |           |  |
| Imhof 30’ Trares 90’ | Marcatori |  |

| Arbitro: | Ziller |

|               |           |             |
| Akpoborie 71’ | Marcatori | 31’ Winkler |

| Arbitro: | Fleske |

|                       |           |  |
| Hubner 2’ Wegmann 24’ | Marcatori |  |

| Arbitro: | Koop |

|                                  |           |           |
| Ziemer 3’ Winkler 57’ Pacult 59’ | Marcatori | 89’ Klein |

| Arbitro: | Dellwing |

|                     |           |                |
| Marin 16’ Mayer 28’ | Marcatori | 80’ Lilienberg |

| Monaco di Baviera 29 aprile 1994, ore 20:00 CEST 31ª giornata | Monaco 1860 | 0 – 0 referto | Bayer Uerdingen | Stadion an der Grünwalder Straße (28 000 spett.)\| Arbitro: \| Steinborn \| |
| Arbitro:                                                      | Steinborn   |               |                 |                                                                             |

| Colonia 6 maggio 1994, ore 20:00 CEST 32ª giornata | Fortuna Colonia | 0 – 0 referto | Monaco 1860 | Südstadion (5 000 spett.)\| Arbitro: \| Müller \| |
| Arbitro:                                           | Müller          |               |             |                                                   |

| Arbitro: | Dardenne |

|            |           |  |
| Pacult 86’ | Marcatori |  |

| Arbitro: | Hauer |

|             |           |             |
| Kirsten 50’ | Marcatori | 77’ Winkler |

| Arbitro: | Haupt |

|                                        |           |  |
| Trares 15’ Pacult 43’, 87’ Winkler 82’ | Marcatori |  |

| Homburg 30 maggio 1994, ore 20:00 CEST 36ª giornata | Homburg | 0 – 0 referto | Monaco 1860 | Waldstadion (7 000 spett.)\| Arbitro: \| Ziller \| |
| Arbitro:                                            | Ziller  |               |             |                                                    |

| Arbitro: | Jansen |

|                             |           |             |
| Trares 28’ Winkler 65’, 67’ | Marcatori | 7’ Zweigler |

| Arbitro: | Heynemann |

|  |           |           |
|  | Marcatori | 3’ Pacult |

## Statistiche

### Statistiche di squadra
| Competizione  | Punti | In casa | In casa | In casa | In casa | In casa | In casa | In trasferta | In trasferta | In trasferta | In trasferta | In trasferta | In trasferta | Totale | Totale | Totale | Totale | Totale | Totale | DR  |
| Competizione  | Punti | G       | V       | N       | P       | Gf      | Gs      | G            | V            | N            | P            | Gf           | Gs           | G      | V      | N      | P      | Gf     | Gs     | DR  |
| ------------- | ----- | ------- | ------- | ------- | ------- | ------- | ------- | ------------ | ------------ | ------------ | ------------ | ------------ | ------------ | ------ | ------ | ------ | ------ | ------ | ------ | --- |
| 2. Bundesliga | 47    | 19      | 13      | 2       | 4       | 34      | 17      | 19           | 6            | 7            | 6            | 21           | 21           | 38     | 19     | 9      | 10     | 55     | 38     | +17 |
| Totale        | 47    | 19      | 13      | 2       | 4       | 34      | 17      | 19           | 6            | 7            | 6            | 21           | 21           | 38     | 19     | 9      | 10     | 55     | 38     | +17 |

### Andamento in campionato
| Giornata  | 1  | 2  | 3 | 4 | 5 | 6 | 7 | 8 | 9 | 10 | 11 | 12 | 13 | 14 | 15 | 16 | 17 | 18 | 19 | 20 | 21 | 22 | 23 | 24 | 25 | 26 | 27 | 28 | 29 | 30 | 31 | 32 | 33 | 34 | 35 | 36 | 37 | 38 |
| --------- | -- | -- | - | - | - | - | - | - | - | -- | -- | -- | -- | -- | -- | -- | -- | -- | -- | -- | -- | -- | -- | -- | -- | -- | -- | -- | -- | -- | -- | -- | -- | -- | -- | -- | -- | -- |
| Luogo     | T  | C  | T | C | T | C | T | C | C | T  | C  | T  | C  | T  | C  | T  | C  | T  | C  | C  | T  | C  | T  | C  | T  | C  | T  | T  | C  | T  | C  | T  | C  | T  | C  | T  | C  | T  |
| Risultato | P  | V  | V | V | N | N | V | V | V | P  | V  | P  | V  | V  | V  | N  | V  | N  | P  | P  | V  | P  | P  | P  | V  | V  | N  | P  | V  | P  | N  | N  | V  | N  | V  | N  | V  | V  |
| Posizione | 20 | 13 | 7 | 4 | 3 | 3 | 2 | 2 | 2 | 2  | 2  | 2  | 2  | 2  | 2  | 2  | 2  | 2  | 2  | 2  | 2  | 2  | 3  | 4  | 4  | 3  | 3  | 4  | 4  | 4  | 4  | 4  | 4  | 4  | 4  | 3  | 3  | 3  |

Legenda:

Luogo: C = Casa; T = Trasferta. Risultato: V = Vittoria; N = Pareggio; P = Sconfitta.

### Statistiche dei giocatori
!! colspan="4" | Totale

| Giocatore          | 2. Bundesliga R. Berg | 2. Bundesliga R. Berg | 2. Bundesliga R. Berg | 2. Bundesliga R. Berg | 38       | 0    | 1           | 0          |
| Giocatore          | Presenze              | Reti                  | Ammonizioni           | Espulsioni            | Presenze | Reti | Ammonizioni | Espulsioni |
| L. Braun           | 38                    | 0                     | 4                     | 0                     |          |      |             |            |
| G. Erhard          | 8                     | 2                     | 1                     | 0                     |          |      |             |            |
| A. Gröber          | 2                     | 0                     | 0                     | 0                     |          |      |             |            |
| A. Hartig          | 10                    | 0                     | 1                     | 0                     |          |      |             |            |
| A. Heid            | 0                     | 0                     | 0                     | 0                     |          |      |             |            |
| M. Imhof           | 32                    | 2                     | 2                     | 0                     |          |      |             |            |
| J. Keller          | 23                    | 0                     | 5                     | 1                     |          |      |             |            |
| J. Kientz          | 7                     | 0                     | 1                     | 0                     |          |      |             |            |
| R. Kneißl          | 7                     | 0                     | 2                     | 0                     |          |      |             |            |
| M. Lach            | 0                     | 0                     | 0                     | 0                     |          |      |             |            |
| M. Lilienberg      | 13                    | 3                     | 0                     | 0                     |          |      |             |            |
| R. Maurer          | 33                    | 0                     | 4                     | 1                     |          |      |             |            |
| B. Meier           | 0                     | 0                     | 0                     | 0                     |          |      |             |            |
| L. Carrasco        | 17                    | 0                     | 7                     | 0                     |          |      |             |            |
| T. Miller          | 35                    | 1                     | 15                    | 1                     |          |      |             |            |
| R. Ossen           | 13                    | 0                     | 3                     | 0                     |          |      |             |            |
| P. Pacult          | 37                    | 18                    | 10                    | 0                     |          |      |             |            |
| N. Schlotterbeck   | 35                    | 4                     | 2                     | 0                     |          |      |             |            |
| J. Schnell         | 2                     | 0                     | 0                     | 0                     |          |      |             |            |
| T. Seeliger        | 18                    | 1                     | 3                     | 0                     |          |      |             |            |
| R. Strogies        | 0                     | 0                     | 0                     | 0                     |          |      |             |            |
| A. Störzenhofecker | 37                    | 2                     | 9                     | 0                     |          |      |             |            |
| B. Trares          | 33                    | 4                     | 11                    | 1                     |          |      |             |            |
| B. Winkler         | 36                    | 16                    | 5                     | 1                     |          |      |             |            |
| P. Zeiler          | 11                    | 0                     | 1                     | 0                     |          |      |             |            |
| T. Ziemer          | 14                    | 1                     | 2                     | 0                     |          |      |             |            |